# Amylosporus bracei
Amylosporus bracei är en svampart som först beskrevs av William Alphonso Murrill, och fick sitt nu gällande namn av A. David & Rajchenb. 1985. Amylosporus bracei ingår i släktet Amylosporus och familjen Bondarzewiaceae.   Inga underarter finns listade i Catalogue of Life.